# ميجا مان ليجندز 3
ميجا مان ليجندز 3 (بالإنجليزية:Mega Man Legends 3) (باليابانية:ロックマンDASH 3) ، أنتجت شركة كابكوم سنة 2011 ، وكانت اللعبة من نوع المغامرات والإثارة، ولكن ألغي الإصدار بسبب خلافات حدثت بين المنتج اللعبة وبين شركة كابكوم، مما أثار غضب محبي وعشاق ميجا مان ليجندز برغم من أن اللعبة كانت ممتازة وطريقة التصميم والجرافيكس المذهل .

## وصلات خارجية
- الموقع الرسمي
 (باليابانية)
- ماذا حدث ؟ "سبب إلغاء لعبة ميجا مان ليجندز 3"